# El Tico
El Tico är en ort i Mexiko.   Den ligger i kommunen Zinapécuaro och delstaten Michoacán de Ocampo, i den södra delen av landet, 170 km väster om huvudstaden Mexico City. El Tico ligger 2 522 meter över havet och antalet invånare är 169.
Terrängen runt El Tico är kuperad. Runt El Tico är det ganska tätbefolkat, med 93 invånare per kvadratkilometer. Närmaste större samhälle är Acámbaro, 15,5 km norr om El Tico. I omgivningarna runt El Tico växer huvudsakligen savannskog.